# Spiro
Spiro és un poble dels Estats Units a l'estat d'Oklahoma. Segons el cens del 2000 tenia 2.227 habitants.

## Demografia
Segons el cens del 2000, Spiro tenia 2.227 habitants, 875 habitatges, i 587 famílies. La densitat de població era de 405,6 habitants per km².
Dels 875 habitatges en un 30,6% hi vivien nens de menys de 18 anys, en un 47% hi vivien parelles casades, en un 15,8% dones solteres, i en un 32,8% no eren unitats familiars. En el 30,2% dels habitatges hi vivien persones soles el 13,4% de les quals corresponia a persones de 65 anys o més que vivien soles. El nombre mitjà de persones vivint en cada habitatge era de 2,46 i el nombre mitjà de persones que vivien en cada família era de 3,03.
Per edats la població es repartia de la següent manera: un 26,9% tenia menys de 18 anys, un 9,1% entre 18 i 24, un 26,6% entre 25 i 44, un 20,7% de 45 a 60 i un 16,7% 65 anys o més.
L'edat mediana era de 36 anys. Per cada 100 dones de 18 o més anys hi havia 78,8 homes.
La renda mediana per habitatge era de 18.241$ i la renda mediana per família de 25.556$. Els homes tenien una renda mediana de 23.716$ mentre que les dones 16.694$. La renda per capita de la població era de 11.195$. Entorn del 23,2% de les famílies i el 29,3% de la població estaven per davall del llindar de pobresa.

## Poblacions més properes
El següent diagrama mostra les poblacions més properes.